# Bonnie Arnold
Bonnie Arnold (1955) é uma produtora de cinema estadunidense. Foi indicada ao Oscar de melhor filme de animação pela realização do filme How to Train Your Dragon 2, ao lado de Dean DeBlois.

## Filmografia
- How to Train Your Dragon 3 (2019)
- How to Train Your Dragon 2 (2014)
- How to Train Your Dragon (2010)
- The Last Station (2009)
- Over the Hedge (2006)
- Tarzan (1999)
- Toy Story (1995)
- The Addams Family (1991)
- Dances with Wolves (1990)

## Prêmios e indicações
- Indicado: Oscar de melhor filme de animação - How to Train Your Dragon 2 (2014)